# Chilperico I de Burgundia
Chilperico I (fallecido c. 480) fue un rey de los burgundios desde c. 470 hasta su muerte.

## Biografía
Chilperico I († ca 480 ) fue rey de los borgoñones. Era el hermano del rey Gondioc y, por lo tanto, probablemente un hijo del rey Gundahario, aunque no existe la certeza. Chilperico, fue co-regente de su hermano; en 457, cuando su hermano todavía estaba vivo, fue presentado como el rey. 
Cuando el emperador Severo reconocido el estatuto de foederati a los burgundios, entre 461 y 465, Gondioc se convirtió magister militum del Imperio Romano de Occidente, Chilperico I se convirtió magister militum de la Galia.
Con la muerte de Gondioc, en 473 Chilperico se convirtió en el único poseedor del poder. No está claro en qué medida, en este momento, ya estaban involucrados en la gestión del poder los hijos de Gondioc: Gundemaro II, Gundebaldo, Chilperico II y Godegisilo.
Chilperico I inicialmente lideró la lucha contra los visigodos, pero detuvo esta cuando su sobrino Gundebaldo, en 474, cayó en desgracia ante el emperador romano Julio Nepote († 480). Chilperico I continuó las negociaciones con Giulio Nepote, el último legítimo emperador romano de Occidente, para mantener el contrato de los federados y también la posesión de los vieneses (Valle del Ródano), la parte sur del reino. En 476, con la deposición de Giulio Nepote, el estado de los federados disminuyó.
Chilperico I se casó con Caretene († 471), pero no le dio ningún hijo varón, cuando murió en el 480 o circa, dejó el reino a sus sobrinos, los hijos de Gondioc: Gundobadus, Chilperico, Gundomaro y Godegiselo.
Chilperico era considerado por su pueblo como un rey poseído por demonios.

## Descendientes
Chilperico I con su esposa solo tuvo una hija:
- Ragnahilda que se convirtió en la esposa del rey de los visigodos, Eurico.

Otra fuente dice, sin embargo, que Chilperico había reclamado su hermano Gondioc, como botín de guerra, la hija del rey derrotado Requiario, rey de los suevos, la joven Guiltruda, que Gregorio de Tours dice que era sólo trece años y de la cual tuvo siete hijas, que habían heredado una vena de locura de su padre:
- Fredegonde, que se casó con un príncipe de los turingios, Aldovindo;
- Guilberta;
- Rotrude;
- Breca, fue secuestrada durante un ataque por un guerrero sajón;
- Gurtrunda, quien en un momento de desequilibrio mental, cuando tenía diecinueve años, envió un regalo con instrucciones que estaban disponibles de alguna manera a un príncipe sirio, cuyo reino chilpérico había sido informado por algunos viajeros latinos, pero parece que según las crónicas bizantinas, la bella Gurtrunda nunca llegó a Siria, pero su barco fue capturado por piratas vándalos y la joven princesa fue dada como concubina al rey Gutemondo, con quien también tuvo hijos;
- Igunda, su padre lo obligó a casarse con un siervo de 15 años;
- Fredegaria, en la que derramó toda la locura de su padre, que cuando ella tenía catorce años, la quería como esposa, implementando prácticas incestuosas consideradas sacrílegas incluso por los paganos, y de quienes tenía tres hijos. Después de la muerte de su padre, que probablemente ocurrió durante un ataque de nervios, Fredegonda, acusado de incesto, fue relegado a los siervos.